# Overkill Software
Overkill Software es un desarrollador de videojuegos fundada en 2009 en Estocolmo, Suecia por Ulf Andersson, Bo Andersson y Simon Viklund, ex-fundadores y propietarios de Grin. En 2012, el estudio de juegos sueco Starbreeze Studios compró Overkill.

## Historia
Overkill's Payday: The Heist fue un éxito tanto para PC como para PlayStation Network, lo que llevó a una secuela Payday 2. En marzo de 2013, Payday 2 fue visto por los críticos. El juego tenía inicialmente alrededor de 17 misiones mientras que su predecesor tenía solamente 6 misiones y 3 misiones de DLC; estas misiones se refieren como robos en-juego y por la comunidad. Animaciones, tácticas, máscaras y sistemas de recompensa también se agregaron a Payday 2, aunque los gráficos y la mecánica del núcleo se mantuvo igual que el primer juego. La compañía fue adquirida por Starbreeze Studios el 19 de abril de 2012.
David Goldfarb fue el diseñador principal y director del juego para Payday 2. En 2014, dejó Overkill para iniciar su propio estudio.
El 4 de mayo de 2015, el director creativo y cofundador Ulf Andersson dejó estudios de Overkill por razones no especificadas. Ulf seguirá siendo un consultor para el consejo y el equipo de gestión para los próximos 24 meses.
El 18 de agosto de 2015, el diseñador de sonido y compositor Simon Viklund dejó Overkill para centrarse en su proyecto de música en solitario. Sin embargo, continúa la voz de Bain en Payday 2 y producir música para Payday 2 como freelance.
El 15 de octubre de 2015, tuvo lugar el evento anual conocido como Crimefest, lanzando un sistema de micro-transacción similar a Counter Strike: Global Offensive. Debido a que Overkill ya había declarado inequívocamente que el juego nunca tendría microtransacciones, esta actualización fue recibida con sentimientos abrumadoramente negativos entre los jugadores de la comunidad de Payday 2. El 30 de mayo de 2016, Starbreeze Studios, la compañía matriz de Overkill, anunció que han readquirido los derechos de la franquicia Payday. A continuación, anunció que futuras cajas fueran completamente libres para abrir. Almir Listo agregó una cita de Chains, un personaje jugable en el juego, diciendo: "Como las cadenas lo expresaron elocuentemente, mierda que rompió un pedazo de mierda."

## Juegos
| Título                      | Año  | Género                      | Plataforma (s)                                                                    | Fuente |
| --------------------------- | ---- | --------------------------- | --------------------------------------------------------------------------------- | ------ |
| Payday: The Heist           | 2011 | Disparos en primera persona | Windows, PlayStation 3 (PSN)                                                      | [ 11 ] |
| Payday 2                    | 2013 | Disparos en primera persona | Windows, Xbox 360, PlayStation 3, Xbox One, PlayStation 4, Linux, Nintendo Switch | [ 12 ] |
| Payday: Crime War           | 2017 | Disparos en primera persona | Android, iOS                                                                      | [ 10 ] |
| Overkill's The Walking Dead | 2018 | Disparos en primera persona | Windows, PlayStation 4, Xbox One                                                  | [ 14 ] |
| Payday 3                    | 2023 | Disparos en primera persona | Windows, PlayStation 4, Xbox One                                                  | [ 10 ] |
| Storm                       | TBA  | Disparos en primera persona | Windows, PlayStation 4, Xbox One                                                  | [ 16 ] |